# 創生
『創生』（そうせい）は、ヰ世界情緒の 1st アルバムである。2021年12月8日にKAMITSUBAKI RECORDから『創生α』（そうせい アルファ）および『創生β』（そうせい ベータ）の2形態で発売された。

## 概要
ヰ世界情緒が活動を開始した2019年12月9日以来初めてのフルアルバムであり、デビュー曲の「物語りのワルツ」、初ミリオン曲「とめどなき白情」や300万再生を突破した「シリウスの心臓」に加え、2021年10月23日に開催された1st ONE-MAN LIVE『Anima』で初披露された新曲を含む作品である。samayuzame、とうかさ、はるまきごはん、sasakure.UK、傘村トータ、rionos、香椎モイミという多数のコンポーザーが作詞・作曲・編曲を行う。
『創生α』はorie、『創生β』はヰ世界情緒本人によるイラストからなるパッケージで構成されている。CDに加え、アクリルキーホルダー、ポストカード、缶バッジ3個セット、ヰ世界情緒音声記録収録カード、ファンブックのα版およびβ版がそれぞれ付属する。『創生α』のファンブックαには、これまでの多数のアートワークや、セルフライナーノーツなどが掲載され、『創生β』のファンブックβには、ヰ世界情緒の書き下ろしイラストを含む多数のアートワークが掲載された。

## 収録曲
全15曲を収録。
1. 創生(Instrumental) [1:51]
作曲・編曲: samayuzame
2. 物語りのワルツ [4:03]
作詞・作曲・編曲: samayuzame
3. いろはに咲きて [3:42]
作詞・作曲・編曲: samayuzame
4. ハイドレンジア [3:57]
作詞・作曲・編曲: とうかさ
5. ジオラマドラマ [3:08]
作詞・作曲・編曲: samayuzame
6. 斯く美しき造花 [3:19]
作詞・作曲・編曲: とうかさ
7. マボロシのまち [3:52]
作詞・作曲・編曲: samayuzame
8. やさしいせかい [3:57]
作詞・作曲・編曲: samayuzame
9. ANEMONE [3:32]
作詞・作曲・編曲: samayuzame
10. ヰ世界の宝石譚 [3:55]
作詞・作曲・編曲: sasakure.UK
11. シリウスの心臓 [4:58]
作詞・作曲・編曲: 傘村トータ
12. とめどなき白情 [4:34]
作詞・作曲・編曲: はるまきごはん
13. 霞がついてくる [3:30]
作詞・作曲・編曲: はるまきごはん
14. 誰もいない絵で [3:56]
作詞・作曲・編曲: rionos
15. ARCADIA [7:11]
作詞・作曲・編曲: 香椎モイミ